# Hilário Maximiniano Antunes Gurjão
Hilário Maximiano Antunes Gurjão (Belém, 21 de fevereiro de 1820 — Paraguai, 17 de janeiro de 1869) foi um general brasileiro do Exército Brasileiro. Considerado um herói na Guerra do Paraguai que sacrificou a vida para que o Brasil pudesse vencer. Filho do major Hilário Pedro Gurjão e neto do avô paterno o general Francisco Pedro de Mendonça Gorjão

## r
6. Promovido a cadete em 1837 e, em 1838, alcançou a patente de l.P-Tenente. Completou os cursos de engenharia e artilharia, sendo sucessivamente promovido até brigadeiro, em 1868. Foi o primeiro paraense a chegar ao posto de general.
Aos 14 anos de idade, já acompanhava seu pai ao lado dos legalistas, participando das lutas civis que ensanguentaram o Pará no ano de 1834. Aos 16 anos estava a bordo da escuna "Bela Maria", no bloqueio feito em 13 de maio de 1836, contra os cabanos comandados por Eduardo Angelim, que fugiu para o Município de Acará. Em 28 de fevereiro de 1839, foi designado para o comando das tropas sediadas na fortaleza de São José de Macapá. Em Macapá, recebeu em 2 de dezembro desse mesmo ano a promoção de 2º Tenente. Retornou a Belém, onde cursou a Escola de Artilharia e, em 1841, foi promovido a Capitão, com apenas 21 anos de idade. Viajando para o Rio de Janeiro, matriculou-se na Escola Militar, bacharelando-se em Matemática, obtendo a classificação nas armas de artilharia.
Exerceu vários cargos militares no Pará e Amazonas com a missão de fortificar a região amazônica. Em 1857, atingiu o posto de Tenente-Coronel, quando inspecionou as fortalezas de Macapá, Gurupá e Óbidos. Retornando ao Rio de Janeiro, assumiu o comando do 3° Batalhão de Artilharia, onde recebeu a condecoração de Cavaleiro da Ordem de Nosso Senhor Jesus Cristo e o hábito de São Bento de Aviz. Comandou o 1º batalhão de infantaria sediado na corte. Em 1865, distinguiu-se na guerra do Paraguai com a  patente de Coronel; foi para o campo de batalha e dirigiu o bombardeio de Itapiru em 1866 e as ações de artilharia no Passo da Pátria em Tuiuti; comandou a guarnição de Corrientes e as forças do Chaco em ação combinada com a esquadra em 3 de setembro de 1867; desalojou os paraguaios de Sauce em 21 de março de 1868, obrigando-os a abandonar toda linha de fortificações próximas, inclusive a fortaleza de Curu e a se concentrarem em Humaitá. Seguindo para o Chaco, conseguiu estabelecer a comunicação entre a esquadra ancorada abaixo de Angustura e a que se achava em frente a Vileta. Em novembro foi designado pelo Duque de Caxias para comandar a artilharia do 2° Corpo do Exército sob a liderança do Marechal Argolo Ferrão e, graças à ação de Hilário Gurjão, efetuou-se em 5 de dezembro o desembarque do 2° Corpo em Santo Antônio.

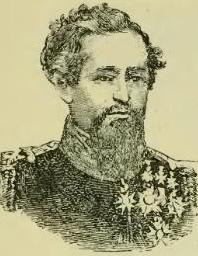
Hilário Gurjão.

Foi comandante da Fortaleza de Santa Cruz. Participou da Guerra do Paraguai, comandando a artilharia contra os fortes paraguaios de Itapiru, comandante da 17.ª Brigada de Artilharia na batalha de Tuiuti. Na batalha de Itororó foi ferido nos ombros e carregado para a retaguarda, faleceu dias depois. Foi inicialmente sepultado em Humaitá, tendo depois seus restos removidos para o Rio de Janeiro e depois para o Pará
Também foi deputado provincial no Amazonas, além de professor de geografia e história do Colégio Santa Maria de Belém, no Pará.
Agraciado comendador da Imperial Ordem de Cristo, da Imperial Ordem da Rosa, cavaleiro da Imperial Ordem de Avis e dignitário da Imperial Ordem do Cruzeiro.
Era comandante da 17ª Brigada, na Guerra da Tríplice Aliança, quando Caxias determinou que a ponte sobre o arroio Itororó fosse defendida a qualquer preço. Os combatentes brasileiros estavam em menor número e grande parte de seus comandantes, fora de combate ou mortos. Depois de diversas tentativas frustradas, veio uma nova ordem para tomar a ponte sob intenso fogo inimigo. O General Gurjão, verificando a hesitação das tropas, tomou à dianteira e bradou “Vejam como morre um general brasileiro!”. Os soldados motivados pelo corajoso General avançam e conquistam a ponte. Gurjão é mortalmente ferido e não resiste aos ferimentos vindo a falecer a 17 de janeiro de 1869.
Os seus restos mortais foram para a Corte do Rio de Janeiro, conduzidos da Igreja da Cruz dos Militares para o Arsenal de Marinha, onde embarcaram para o Pará, sua província natal, na tarde do dia 30 de junho de 1870. A urna foi levada por Sua Alteza Conde d'Eu, pelo Ministro da Guerra e por vários Generais. Sua Majestade o Imperador D. Pedro II, acompanhou a pé o préstito até ao arsenal de marinha.

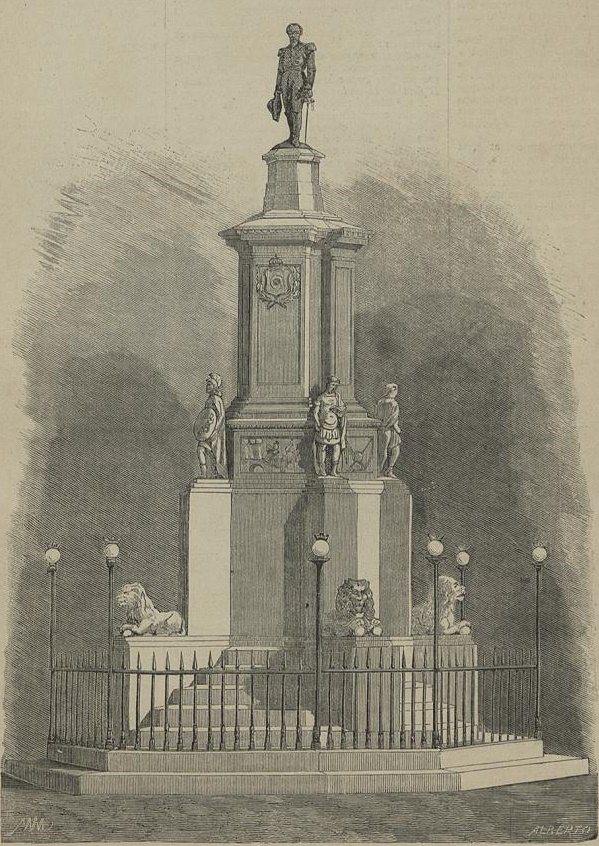
Monumento erigido no Pará, ao General Hilário Maximiniano Antunes Gurjão.

Em 02 de setembro de 1870, a lei de número 615 autorizou o governo a erguer o monumento ao General Hilário Maximiano Antunes Gurjão, localizado no Centro Comercial de Belém. Por um decênio ficou o projeto sem execução. Nova resolução legislativa tomada a 04 de abril de 1880, transformada na lei nº 982, confirmou a autorização anterior.
O monumento havia sido pensado primeiramente como um mausoléu no cemitério da Soledade. Depois foi decidido construir um monumento em homenagem ao General Gurjão que seria erguido na Praça das Mercês. Mas viram que o local não seria adequado por causa da altura dos prédios vizinhos e o monumento ficaria desproporcional. Então foi decidido que ficaria na Praça D. Pedro II que já se chamou: Primitivo Largo do Palácio, Largo da Constituição, Praça da Independência, Parque Affonso Penna. Trata-se de um dos mais antigos logradouros públicos da capital paraense. Que fica localizado em Belém, Estado do Pará, na esquina da Rua Conselheiro João Alfredo com a Avenida 16 de Novembro hoje Avenida Portugal. Em 15 de agosto de 1882, data comemorativa da Adesão do Pará, foi inaugurado o monumento. Governava o Pará o Barão de Marajó, José Coelho da Gama e Abreu. Precedeu essa celebração um “Te-Déum”, celebrado na igreja do Carmo, às 8 horas da manhã.O monumento é formado por um pedestal octavado, decorado com frisos e relevos, todo em mármore, na qual está assentada a escultura em bronze de corpo inteiro do homenageado, em trajes militares, voltada para a Baia de Guajará, foi executada em Portugal.